# Великая фризская война
Великая фризская война (нидерл. Grote Friese Oorlog, з.-фриз. Grutte Fryske Oarloch) — вооружённый конфликт в XV веке, в течение которого девять лет, между 1413 и 1422 годами, шла война в Семи приморских землях (Фрисландия между Вли и Везером).
Война началась в Восточной Фризии в результате вражды между двумя влиятельными вождями Кено II том Броком и Хиско Абденой, после которой все основные партии Фрисландии выбрали одну из сторон, и началась гражданская война. Для всех вовлечённых сторон война проходила с переменным успехом. За исключением ван Бронкхорстов в городе Гронингене, война не принесла какой-либо стороне существенной выгоды. В конце войны наступил такой момент, что возникла угроза отмены фризской свободы, что в конце концов произошло позднее в 1498 году: к иностранному герцогу Иоганну Баварскому обратились за помощью, после чего он сам захотел получить власть над Фрисландией. Однако его голландские войска были изгнаны в течение короткого времени. 1 февраля 1422 года все стороны собрались в Гронингене, чтобы заключить мир.

## Стороны конфликта
Во время Великой фризской войны друг с другом боролись две стороны, которые состояли из разных партий со всей Фрисландии. Одна сторона состояла из схирингеров в Вестерлауверской Фрисландии, Хеккеренов в городе Гронинген, которые противостояли роду Онста в Оммеландах и, наконец, партии Хиско Абдены в Восточной Фризии. Другая сторона, которая образовала союзные силы, были феткоперы в Вестерлауверской Фрисландии, Бронкхорсты и род Онста в Остерлауверской Фрисландии, и партия рода том Брок в Восточной Фризии.

## Причины
Непосредственной причиной войны стала вражда между восточнофризскими родами, том Брок и Абдена. Истинная причина скрывалась гораздо глубже и заключалась в партийной борьбе, которая велась по всей Фрисландии в течение XIV и XV веков. Шли постоянные конфликты, в которых одна сторона всегда реагировала на действия другой стороны. В каждом конфликте эти стороны искали союзников, у которых тоже были враги и которые затем становились союзниками другой стороны. То, что также сыграло свою роль во всех фризских районах, были интересы хофтлингов, которые искали больше власти или баланса. Большая часть партийных споров была следствием этого.

## Ход войны

### Нападение на Эмден
В Восточной Фризии, где началась война, в течение уже долгого времени шла борьба за власть между родами  том Брок и Абдена. Оба рода не имели единоличной власти в регионе и ранее вступали в борьбу в 1380 году, что привело к битве при Лопперзуме, выигранной том Броками. Впоследствии были предприняты взаимные попытки примирения, перемежающиеся ожесточёнными столкновениями, которые каждый раз заканчивались мирными переговорами. Напряжение снова возросло в августе 1413 года, когда пираты из Эмдена напали на слуг Эверда Идзинги. Идзинга был союзником Кено II том Брока, который серьёзно отнёсся к этому вопросу и передал его на рассмотрение совета города Гронинген. Совет согласился с Кено и заставил Хиско Абдену возместить ущерб. Когда оплата не была произведена вовремя, Кено посчитал, что его честь была скомпрометирована, и напал на город Эмден, который был центром владений рода Абдена.
После непродолжительной борьбы в Восточной Фризии 21 октября 1413 года Эмден попал в руки Кено II том Брока, а Хиско Абдена бежал в Оммеланды. Когда он прибыл в город Гронинген, в нём было сильное влияние Бронхорстов и Онстов, которые поддерживали феткоперов. Городской совет отказался предоставить ему убежище. Это вызвало гнев местных схирингеров. Во главе с Коппеном Яргесом ими был смещён городской совет, и Хиско разрешили войти в город. Феткоперы из Гронингена и Оммеландов нашли убежище у Кено, который стал их лидером.
На некоторое время в войне произошёл перерыв. Новые открытые столкновения не происходили до второй половины 1415 года. В течение этого времени вовлечённые в конфликт стороны пытались нанести друг другу максимальный ущерб путём пиратства. Окко II том Брок тогда затопил часть Оммеландов, а схирингеры с Коппеном Яргесом отправились в грабительский рейд на Оммеланды, чтобы добыть средства на собственную оборону.

### Гронинген в руках союзников
Союзная сторона планировала вернуть Гронинген и собрала большой флот. В то время как флот ожидал появления схирингеров, много союзников Кено том Брока из Оммеландов собрались в Элде. Оттуда они направились в город Гронинген. Поскольку Гронинген не был хорошо защищён схирингерами, город попал в руки союзников, вероятно, в ночь с 13 на 14 сентября 1415 года. Когда Кено высадился на берег со своим флотом, Коппен бежал с армией схирингеров в Кампен, а оттуда в Снек, а затем в Болсвард. Коппен хотел завладеть Гронингеном как можно скорее, и он сформировал новую армию схирингеров в Вестлауверской Фрисландии. Он также расширил эту армию другими схирингерами, убедив их участвовать в войне против Кено и его партии. Коппен неожиданно получил помощь от императора Священной Римской империи Сигизмунда. Центр боевых действий теперь сместился из Восточной Фризии и города Гронингена к западу от Оммеландов.

### Битва при Оксвердерзейле и нападение на Доккюм
Усиленная армия схирингеров в начале июня 1417 года начала наступление на город Гронинген. Переправившись из Вестлауверской Фрисландии через Лауэрс, они по пути взяли монастырь Адуард для использования в качестве укрепления. Тем временем Кено со своей армией находился в пути из Восточной Фрисландии, чтобы оказать помощь Оммеландам. 18 июня обе стороны стояли друг против друга в Оксвердерзейле. Командующим схирингеров был хофтлинг Франекера Сикке Сьярда, в то время как Кено был во главе союзных сил.
Сражавшиеся с обеих стороны присутствовали в большом количестве, как позже стало очевидно из числа павших в битве. Битва была ожесточённой, но в итоге битву выиграли союзники, а не схирингеры. По словам более позднего историка Уббо Эммиуса, главнокомандующий восточнофризской армией Фокко Укена, сражавшийся на стороне Кено, сыграл важную роль в ходе битвы. Со стороны схирингеров около 500 человек погибли и около 400 было взято в плен. Остальные схирингеры сбежали. Было также много жертв со стороны союзников, но точное их число неизвестно.
Кено подавил схирингеров, но не победил их окончательно, потому что по причине болезни вернулся в Брокмерланд. Через два дня после победы Гронинген, Хунсиго и Фивельго заключили новый союз, в котором они взяли обязательства друг перед другом не принимать помощь иностранцев. Часть армии Кено осталась в Гронингене под руководством Фокко Уккены и Зибета Папинги. Она преследовала схирингеров, которые направлялись к Ахткарспелену и грабили их.
Схирингеры в Вестлауверской Фрисландии были серьёзно ослаблены поражением в битве при Оксвердерзейле. Схирингеры обращались за помощью и рассчитывали её найти у императора Священной Римской империи Сигизмунда. Он обещал поддержку, но не отправлял военную помощь. Это позволило армии союзников остаться в Оммеландах после битвы, откуда они отправилась в Вестерлауверскую Фрисландию, где был разграблен Ахткарспелен. Схирингеры не могли противостоять целой армии, и на данном этапе войны ограничились пиратством против союзников на море. В этом им содействовали виталийские братья. Город Доккюм послужил базой для этих пиратов. Поскольку союзники испытали так много неприятностей от этого пиратства, они послали своего полководца Фокко Укену с армией на Доккюм. Ему удалось захватить укреплённый город без особых затруднений. Доккюм был сожжён и потерял своё значение в военном отношении, потому что часть городской стены была разрушена. Однако большинство вооружённых схирингеров осталось в крепости Эзумазейла, и битва переместилась туда. Там было гораздо сложнее, чем в Доккюме. Нападавшие уже начали думать о том, чтобы отступить, но в конце концов защита была сломлена, и они захватили крепость.

### Вторжение Фокко Укены в Вестерлауверскую Фрисландию
Победив схирингеров на их собственной земле, союзники нанесли им чувствительный удар. Сопротивление схирингеров казалось сломленным, и они были готовы заключить мир с победителями. Чтобы положить конец мародёрству, они заплатили несколько тысяч французских экю. Союзная армия после этого возвратилась в Остлауверскую Фрисландию и начались мирные переговоры. Эти переговоры происходили под руководством Николауса Бунцлау, посланника императора. Союзники заплатили ему 10000 рейнских гульденов, чтобы он подкупил «восьмёрку» Сигизмунда, и те сделали предложение о мире схирингерам. Мирный договор был уже на завершающей стадии, когда стало известно о победе Сикке Сьярды над армией феткоперов под Франекером. Этот инцидент и тот факт, что Бунцлау всё ещё сомневался в принятии предложения союзников, послужили причиной для прекращения союзниками мирных переговоров.
После провала мирных переговоров, которые должны были положить конец войне, схирингеры провели ряд нападений на крепости феткоперов в Вестерлауверской Фрисландии. 30 апреля 1420 года они захватили город Болсвард у феткоперов. Союзники отреагировали незамедлительно, и под предводительством Фокко Укены отправили флот из Остлауверской Фрисландии через Вли в Хинделопен, куда прибыли в 1420 году в начале мая. Прибытие этой армии было неожиданностью для схирингеров, но вскоре им удалось собрать армию, руководство которой вновь принял на себя Сикке Сьярда. Две армии встретились 12 мая 1420 года близ Палеслота недалеко от Хинделопена. Это был второй раз, когда военачальники Сикке и Фокко встретились на поле битвы, и вновь победил Фокко. Он взял в плен множество схирингеров, но большинство из них бежало и нашло убежище в городах Ставерен и Слотен. Фокко направился к Слотену, где укрылся Сикке, и осадил его.
Осаждённые Схерингеры запросили помощи у баварского герцога Иоганна III, который послал армию во главе с Хендриком ван Ренессе. Союзники были удивлены внезапным прибытием этой армии. 11 июля 1420 года возле Слотене состоялась битва, проигранная союзниками. Фокко Укене удалось уйти, но ряд вождей союзников был взят в плен.

## Мирные переговоры
После семи лет войны все во Фрисландии, похоже, устали от войны. 5 августа 1420 года Окко II том Брок и партия Сикке Сьярды подписали соглашение о прекращении боевых действий на двадцать лет, а 14 сентября 1420 года земли Остерго и Вестерго подписали договор с городами Гронинген, Оммеландами и Окко II том Броком. Во время этих мирных переговоров в Мидлуме всё ещё продолжался конфликт, когда монахи монастыря Блумкамп напали на монастырь Лунтсьерка, и через 12 дней после подписания документов союзники снова нападают. Они в основном подожгли город Ставерен, где одной из жертв стал Коппен Яргес. В Доккюме и Леммере появляются виталийские братья, которые обосновываются там, чтобы оттуда проводить грабежи на море. Бежавшие схирингеры запросили помощи у баварского герцога Иоганна III в Голландии.

### Вмешательство Иоганна Баварского
При условии, что схирингеры признают его своим лордом, Иоганн Баварский послал солдат в Вестерлауверскую Фрисландию. Под руководством Хендрика ван Стрёйка и Герарда ван Хемскерка голландская армия прибыла в марте 1421 года для «освобождения» Фрисландии. У голландского графа, однако, были далеко идущие цели. Он не только хотел поместить Вестерлауверскую Фрисландию под своё влияние, но и хотел удержать её, и поэтому отправлял всё больше и больше войск в этот район. С помощью голландцев были захвачены опорные пункты союзников, и 24 марта 1421 года был взят самый важный город Вестерлауверской Фрисландии, Леуварден. Крупной атаки союзников не произошло, но он был разграблен бандами пиратов. Одна из этих банд была разбита в районе Доккюма голландской армией.
Окко II том Брок устал от войны и хотел помириться со схирингерами. 15 июля 1421 года обе партии собрались в Грицейле, Эмсингерланд, для мирных переговоров. Иоганн Баварский был переговорщиком от имени схирингеров, а от союзников были Окко и Зибет Папинга. Итогом переговоров стало подписание мирного договора. Граница между обеими сторонами была проведена по Лауэрсу. К западу от него находилась территория герцога Иоганна, к востоку - владения Окко, владения Зибета и город Гронинген. Всем хофтлингам, бежавшим во время войны, было разрешено вернуться и получить назад свои владения. Несмотря на все благие намерения, этот мир недолго продержался. Сикке Сьярда вскоре создал проблемы, потому что связался с пиратами. Кроме того, схирингеры уже были сыты по горло вмешательством Иоганна Баварского, который продолжал расширять свою власть во Фрисландии и строить укрепления в различных местах. Схирингеры подняли массовое восстание против него, голландцы повсеместно были окружены и осаждены, и 18 января 1422 г. фризам удалось захватить Леммер, важный опорный пункт Иоганна Баварского во Фрисландии. Это окончательно подорвало его авторитет во Фрисландии. Как и схирингеры, союзники не хотели, чтобы Иоганн стал слишком могущественным, и вскоре мирные переговоры были возобновлены.

### Гронингенский мир
Наконец, 1 февраля 1422 года, после девяти лет войны, все вовлечённые стороны наконец заключили мир. Договор подписали девяносто четыре хофтлинга. Одним из наиболее важных пунктов, изложенных в договоре, было сохранение «фризской свободы»; иностранное вмешательство было запрещено во Фрисландии.

## Бои и сражения
- 1413 - Завоевание Эмдена
- 1415 - Смена власти в Гронингене
- 1417 - Битва при Оксвердерзейле
- 1418 - Битва при Доккюме
- 1419 - Битва при Мидюме
- 1420 - Битва на Палеслоте
- 1420 - Битва при Слотене